# Ríf Dimask-i offenzíva (2016. április–május)
A 2016. április–májusi Ríf Dimask-i kormányzósági offenzíva a Szír Hadsereg által a szíriai polgárháború keretében 2016. április végén Ríf Dimask kormányzóságban indított offenzíva volt. A harcok végére a hadsereg megszerezte a felkelők kezén lévő Kelet-Gúta déli részét, mert ki tudták használni a törzsek közt kibontakozó ellentétet, melyben legalább 500 felkelő vesztette életét.

## Az offenzíva
Április 25-én este a kormányerők elfoglalták Bala Al-Kadhima régió teljes területét, elérték Harasta Al-Qantara és Hawsh Jarabo falvakat. Ezzel a felkelők kezén lévő, Damaszkusztól keletre fekvő Kelet-Gútát lényegében ketté vágták, és közel voltak ahhoz, hogy a Deir Al-‘Assafir és Zibdeen területén állomásozó felkelőket elvágják a többiektől.
A hadsereg április 29-én indította meg offenzívája második részét, mikor Rukabiyaht megtámadták, és a falu deli részét egy óra alatt el is foglalták. A nap végére a falu feletti ellenőrzést sikerült megszilárdítani. Röviddel később a területre is kiterjedő 24 órás tűzszünetben állapodtak meg, és a kormányerők parancsot kaptak Rukabiyah elhagyására. Másnap este a harcok újraéledtek, és a hadsereg a falu 70%-át ismét megszerezte. A hadsereg május 1-re szilárdította meg a hatalmát a település felett. Ezután ismét egy 24 órás tűzszünet vette kezdetét.
Rukabiyah eleste után kezdődött az offenzíva harmadik része, melynek fő célja a felkelők erősségének, Dir al-Aszafirnek az elfoglalása volt. Május 8-án a kormányerők elfoglalták Zabdin városának egy részét.
Május 11-én a hadsereg megindult Rukabiyah belsejéből, és elfoglalta a falu körüli farmokat. Másnap a már a kezükön lévő területekről előre nyomultak Dir al-Aszafir felé, és megtámadták Zabdin még mindig felkelői kézen lévő területeit, és elfoglalták Nolah faluját, valamint pozíciót is létesítettek Deir al-Asafir farmjai környékén. A hadsereg jelentése szerint Zabdin mecsetjét is bevették.
Május 14-én a jelentések szerint a hadsereg és a Hezbollah elérte Dir al-Aszafirt és Hawsh Al-Khatib falu bevétele után tüzérséggel támadták meg a várost. Dir al-Aszafir bombázása május 17-én kezdődött.
Május 17-én a hadsereg elfoglalta a Bazinah körüli farmokat, és Bazinah falu felét is sikerült bevenniük. Másnap a felkelők visszafoglalták az előző nap elveszített állásaikat, de pár órával később a teljes falu ismét a hadsereg kezén volt.
Május 19-én reggel a kormány seregei teljes egészében ellenőrzésük alá vonták Dir al-Azsafirt, majd rövidesen be is vonultak Zabdin egy részébe, és behatoltak a Balai Légvédelmi Század bázisára is. A hadsereg máshol is elért gyors sikereket, mivel a felkelők védelmének összeomlása után két falut sikeresen szerzett meg. A nap végére Zabdin elesett, a Hadsereg pedig a Hezbolah segítségével megtisztította Kelet-Gúta deli részének teljes egészét. Ez tette ki a felkelők kezén lévő kelet-gútai területek 20%-át.
Az offenzíva hatására a mezőgazdaságilag művelhető Marj régió nagy része a kormány ellenőrzése alá került. Ez volt Kelet-Gúta legfontosabb mezőgazdasági raktárterülete. Emiatt többen arra számítottak, hogy az elzárt részen maradtak éhezni fognak, és nő majd a területre nehezedő blokád. Az értékes, a blokád alatt lévő területen maradtaknak élelmet biztosító földterületekről több száz családot kiköltöztettek,
A terület elfoglalása után a hadsereg összetett földalatti alagútrendszert tart fel, mely több város és falu között teremtett kapcsolatot. Ezeken a helyeken olyan raktárak voltak, ahol lőszereket, fegyvereket, gyógyászati kellékeket és kommunikációs eszközöket raktároztak el.
Május 20-án a felkelők visszafoglalták Harasta Al-Qantara területét, valamint a közeli Bazinah-farmokat. Később olyan hírek érkeztek, hogy a felkelőket kiszorították a földekről, miközben május 21-én a hadsereg támadást indított Harasta Al-Qantara ellen. Ekkor a farmokat visszafoglalták, de a faluért tovább folytak a küzdelmek.